# Empire State Plaza
L'Empire State Plaza est un complexe de bureaux situé à Albany, capitale de l'État américain de New York.
Construit entre 1965 et 1976, il intègre une grande partie de l'administration de l'État de New York et le Capitole de l'État de New York qui le précède. Son architecte principal est Wallace K. Harrison d'après une idée de Nelson Rockefeller, alors gouverneur de l'État de New York. Le complexe est d'architecture brutaliste. En 2014, il accueille plus de 11 000 employés.

## Architecture

L'élévation est de la plaza.

L'Empire State Plaza comporte plusieurs bâtiments en acier et béton armé, recouvert de pierre (excepté The Egg, qui expose sa structure de béton).
L'utilisation d'immeubles de formes géométriques abstraites est censée représenter le concept de Rockefeller d'une architecture semblable à de la sculpture.
Le coût du complexe est estimé en 1976 à plus de 2 milliards de dollars.
Les immeubles constituant la plaza sont :
- Les quatre bâtiments fédéraux (numérotés « Agency 1 » à « Agency 4 ») ;
- L'Erastus Corning Tower ;
- The Egg (en), une salle de spectacles terminée en 1978 ;
- Le Cultural Education Center (New York State Museum, bibliothèque fédérale et archives) ;
- Le Robert Abrams Building for Law and Justice (ou Justice Building), avec les architectes Sargent, Crenshaw, Webster et Folley ;
- Le Legislative Office Building (LOB), bureaux des législateurs, avec les architectes James, Meadows, Howard ;
- Le Swan Street Building, avec les architectes Carson, Lundine et Shaw.

## Galerie

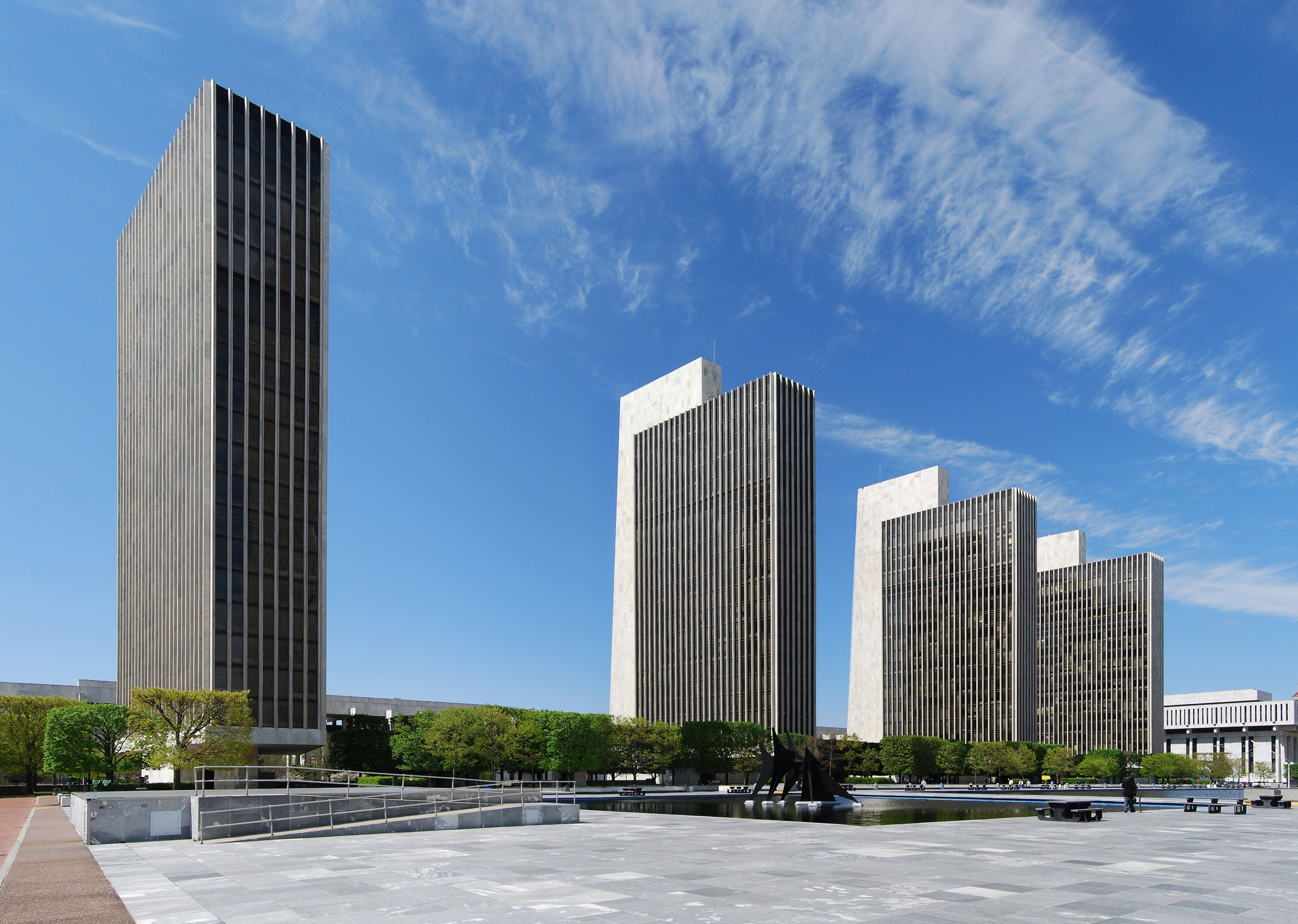
Immeubles Agency 1 à 4.
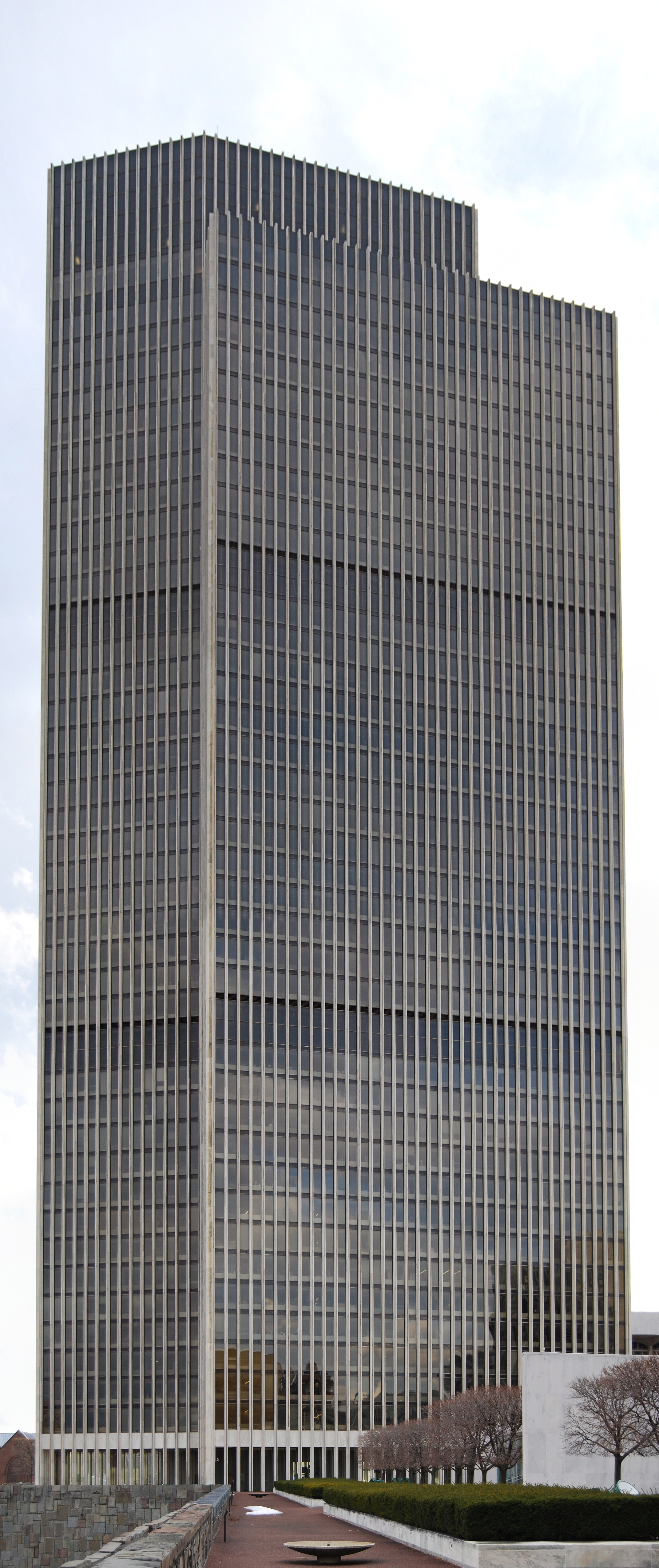
Erastus Corning Tower.
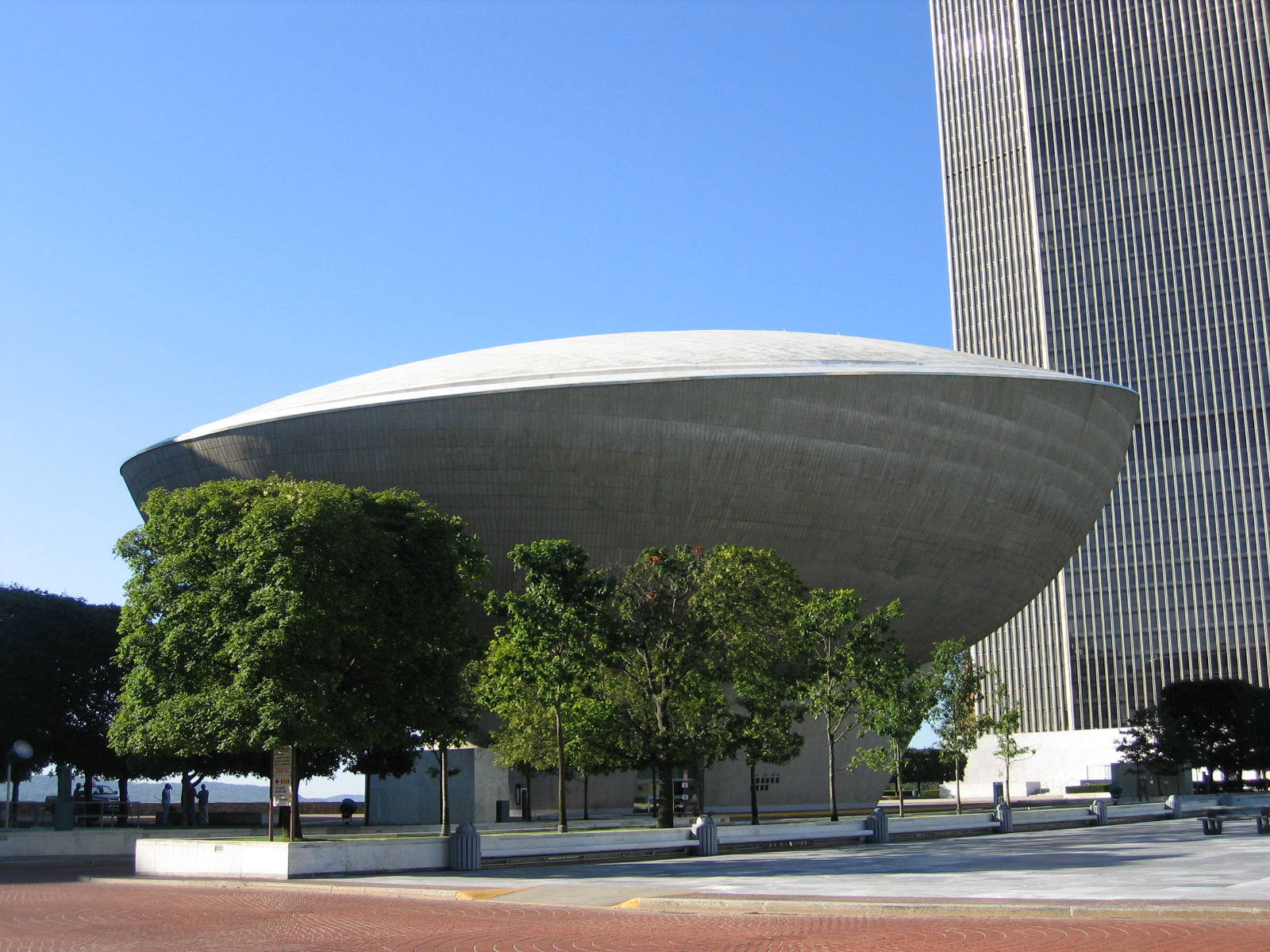
The Egg (en).
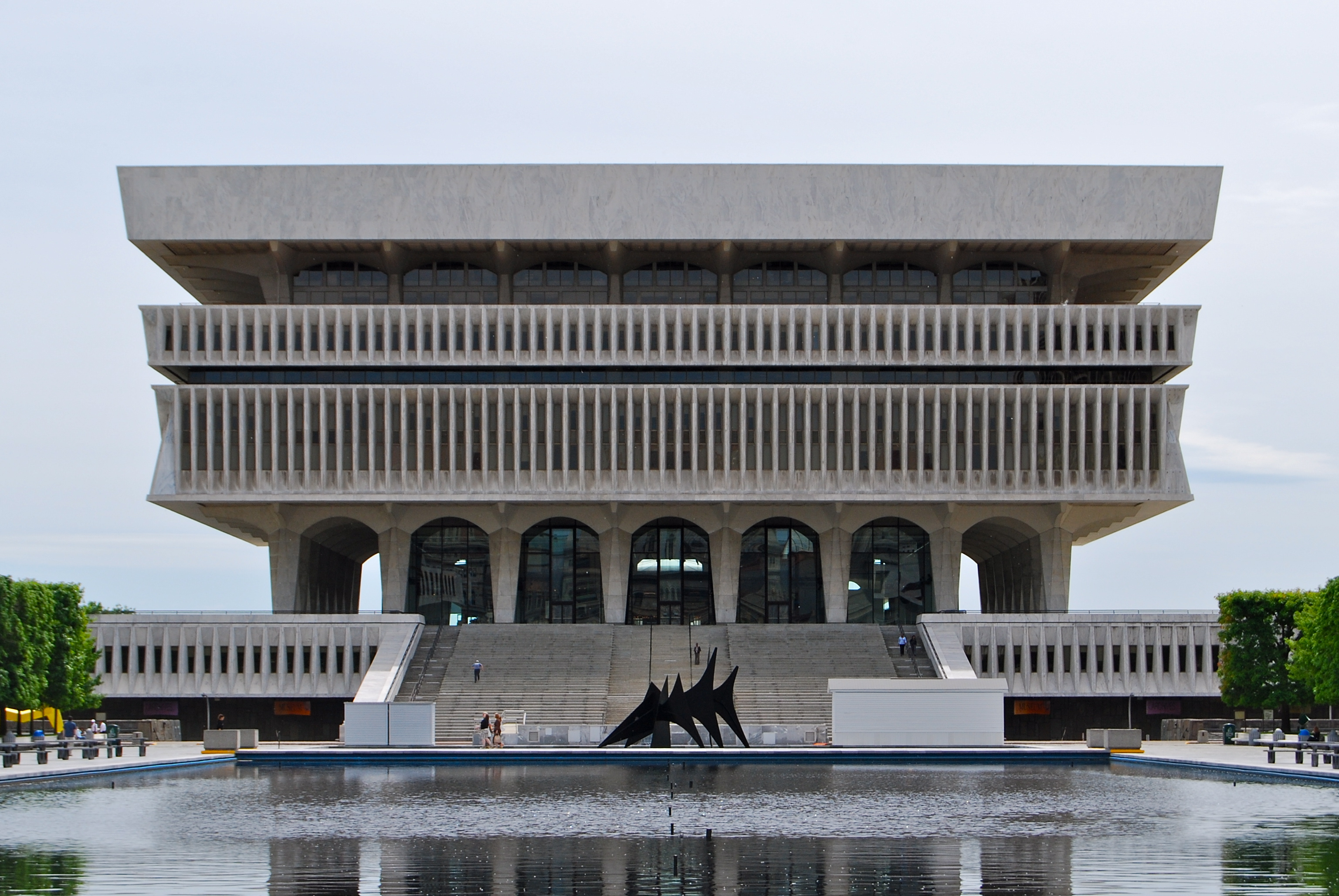
Cultural Education Center.
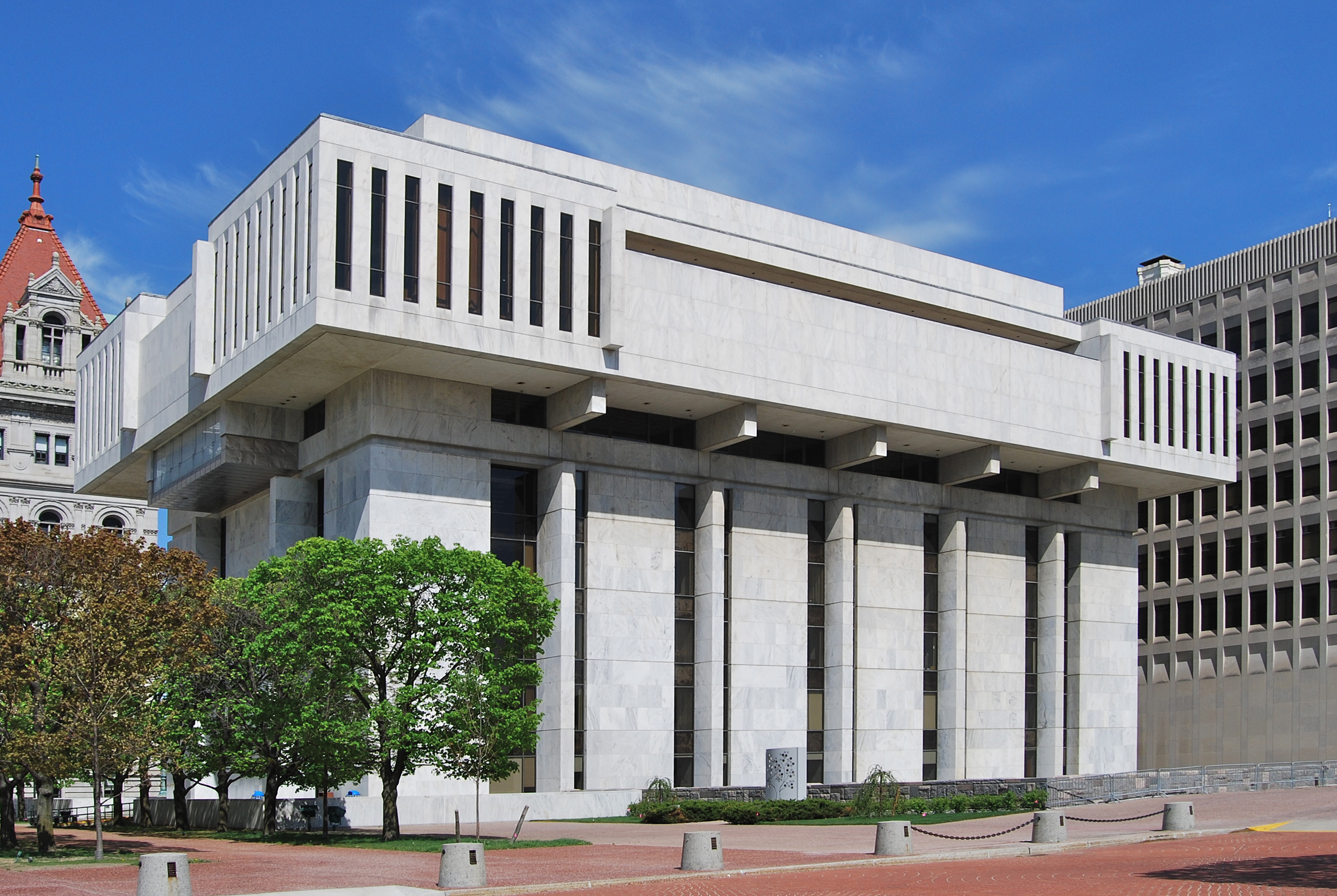
Justice Building.
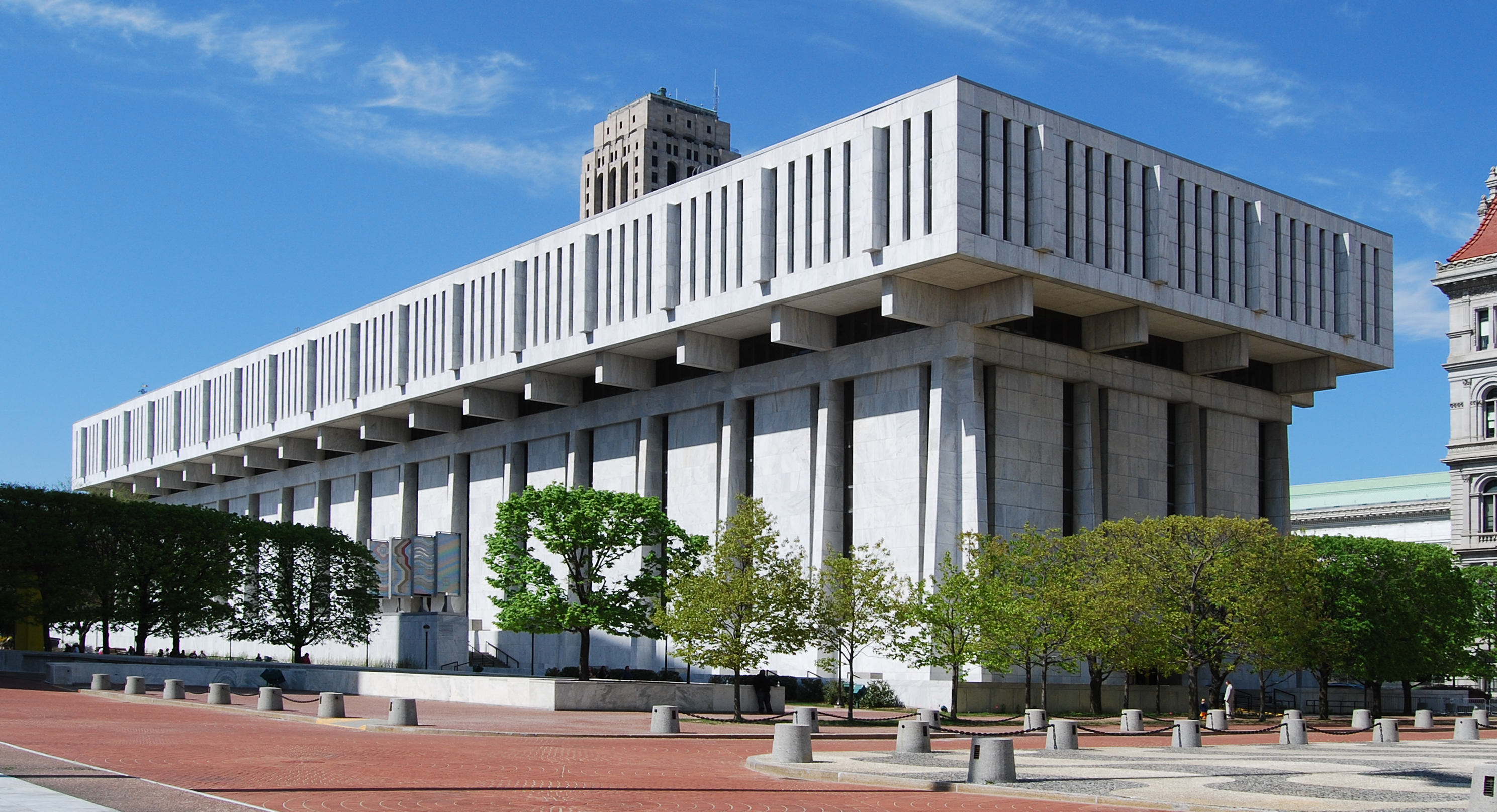
Bureaux de la législature d'État de New York.
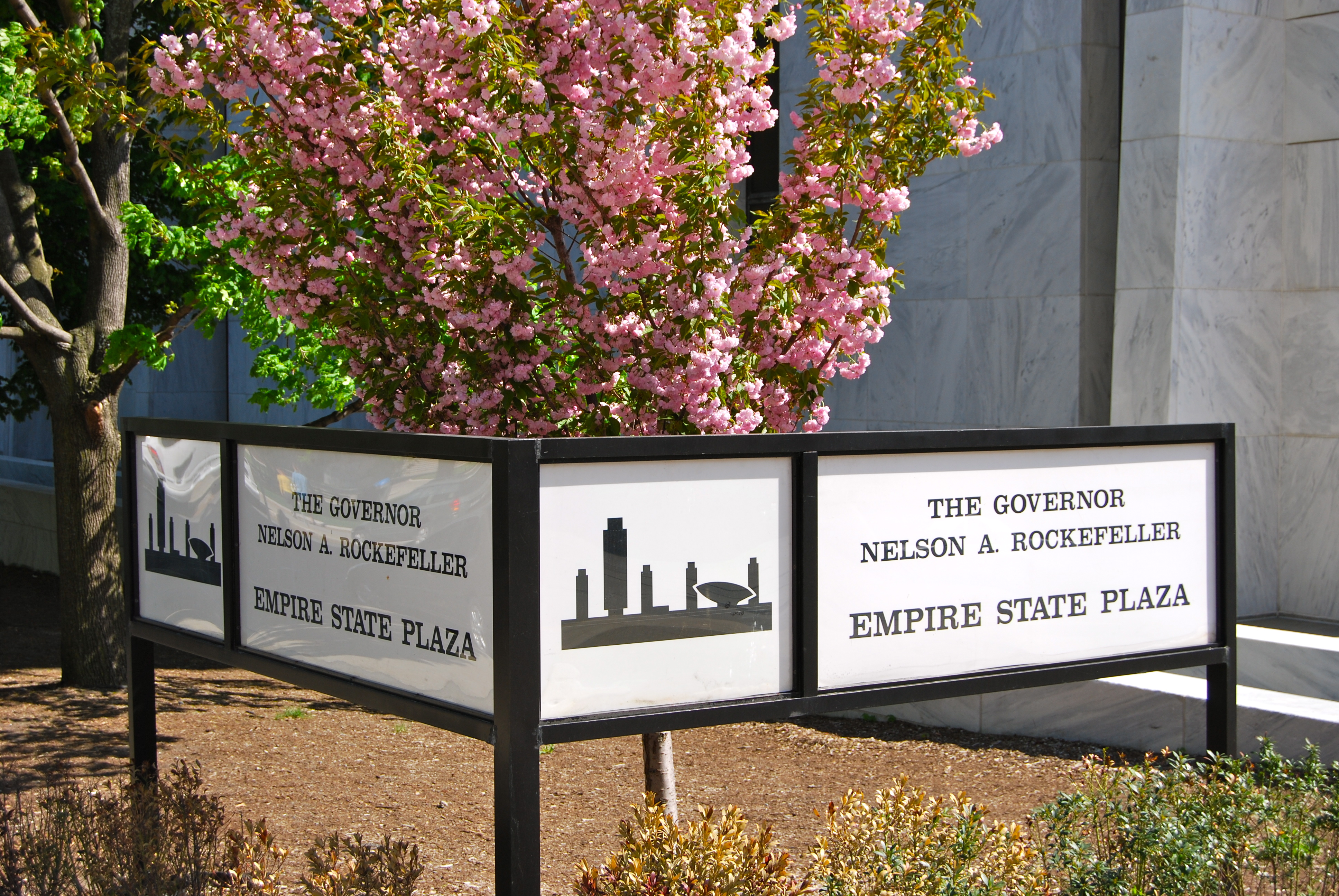
Panneau indicateur.